# Galagoides granti
El gálago de Grant (Galagoides granti) es una especie de primate estrepsirrino perteneciente a la familia Galagidae.

## Distribución geográfica y hábitat
Habita en Malaui, Mozambique, Tanzania y Zimbabue. Su hábitat es el bosque seco tropical y subtropical.